# Hwarang
Hwarang (hangeul : 화랑 ; hanja: 花郞; RR : Hwarang) est une série télévisée sud-coréenne diffusée du 19 décembre 2016 au 21 février 2017 sur KBS2, avec Park Seo-joon, Go Ara et Park Hyung-sik,,,.

## Synopsis
Jiso dirige le royaume de Silla comme régente depuis la mort du roi Beopheung. Son jeune fils, Sammaekjong, est caché à l'extérieur de la capitale Seorabeol et à l'abri de ses ennemis et de ses assassins. Alors que Sammaekjong arrive à maturité, nobles, citoyens, fonctionnaires et Sammaekjong lui-même sont tous devenus impatients que cette dernière cède le pouvoir. Cependant, les nobles puissants qui ont essayé d'usurper le pouvoir dans le Royaume continuent de regarder le trône et Jiso craint les conséquences de sa cession.
Pour briser le pouvoir des nobles, qui se sont habitués à leurs privilèges sous le système de classement par rangs, Jiso envisage de créer une nouvelle élite, les Hwarang, qui couvrira les factions du pouvoir existantes et les liera à Sammaekjong et le trône. Alors que cette nouvelle élite de jeunes hommes se lie et grandit, ils ne réalisent pas que leur futur roi, Sammaekjong, et Kim Sun-woo, sont des roturiers avec un secret dont il n'a même pas conscience.

## Distribution

### Acteurs principaux
- Park Seo-joon : Moo-myung 무명/ Kim Sun-woo 김선우/ Kim Isabu / Chien-Oiseau
- Go Ara : Kim Ah-ro
- Park Hyung-sik : Sammaekjong / Kim Ji-dwi / Roi Jinheung

### Acteurs secondaires
Hwarangs
- Sung Dong-il : Kim Wi-hwa
- Do Ji-han : Park Ban-ryu
- Choi Min-ho : Kim Soo-ho
- Kim Tae-hyung : Suk Han-sung
- Jo Yoon-woo : Kim Yeo-wool
- Kim Hyeon-jun : Seok Dan-se
- Yoo Jae-myung : Pa-oh
- Jang Se-hyun : Kang Sung
- Jin Ju-hyung : Jang Hyun
- Jun Bum-soo : Kim Shin
- Jung Young-hoon : Kim Ki-bo
- Park Ki-hoon : Joo Ki

Famille royale
- Kim Ji-soo : Reine Jiso
- Seo Yea-ji : Princesse Suk-myung
- Song Young-kyu : Kim Hwi-kyung

Citoyens
- Choi Won-young : Kim Ahn-ji
- Kim Kwang-kyu : Pi Joo-ki
- Lee Da-in : Kim Soo-yeon

Ministres de Silla
- Kim Chang-wan : Park Young-shil
- Lee Byung-joon : Park Ho
- Ko In-bum : Kim Seup
- Kim Jong-goo : Seok Hyun-jae
- Kim Won-hae : Woo Reuk (Ep. 1–3, 6 & 8–10)
- Kang Dong-woo : Mu-cheol
- Song Min-hyung : Kim Hyung-won
- Baek Jae-jin : Yang Jo-jang
- Ban Min-jung : Mi Roo-hyang
- Lee Kwan-hoon : A-chu
- Lee Kyu-hyung : Do-go
- Lee Min-ho : So-gam
- Park Ha-yan : Yoo-ji
- Oh Eun-ho : Mo-yeong

Apparence spéciale
- Lee Kwang-soo : Mak-moon / Kim Sun-woo (Ep. 1–3)
- Kim Min-jun : Prince héritier Chang / roi Wideok de Baekje

## Bande-originale
It's Definitely You, bande originale de la série, est interprétée par deux chanteurs du boysband de K-pop sud-coréen BTS, V (Kim Tae-Hyung, respectivement Suk Han-Sung dans la série) et Jin. 

## Prix et nominations
| Année | Cérémonie             | Catégorie                                        | Nommée              | Résultats  |
| ----- | --------------------- | ------------------------------------------------ | ------------------- | ---------- |
| 2017  | 31st KBS Drama Awards | Top Excellence Award, Acteur                     | Park Seo-joon       | Nomination |
| 2017  | 31st KBS Drama Awards | Prix d'excellence, acteur dans un drama mi-long  | Park Seo-joon       | Nomination |
| 2017  | 31st KBS Drama Awards | Prix d'excellence, actrice dans un drama mi-long | Go A-ra             | Nomination |
| 2017  | 31st KBS Drama Awards | Meilleur acteur dans un second rôle              | Choi Won-young      | Lauréat    |
| 2017  | 31st KBS Drama Awards | Meilleur acteur dans un second rôle              | Kim Won-hae         | Nomination |
| 2017  | 31st KBS Drama Awards | Prix des internautes                             | Park Seo-joon       | Lauréat    |
| 2017  | 31st KBS Drama Awards | Prix des internautes                             | Park Hyung-sik      | Nomination |
| 2017  | Melon Music Awards    | Meilleur OST                                     | It's Definitely You | Nomination |
| 2018  | 13th Soompi Awards    | Meilleur acteur idole                            | Kim Tae-hyung       | Lauréat    |

## Diffusion
- Videoland Drama (2017)
- 8TV (2017)
- ABS-CBN (2017)
- National TV
- Channel 8 (2018)